# Игры полуострова Юго-Восточной Азии 1961
2-е Игры полуострова Юго-Восточной Азии прошли с 11 по 16 декабря 1961 года в Рангуне (Бирма). В них приняли участие спортсмены из 7 стран, которые соревновались в 13 видах спорта.

## Виды спорта
- Бадминтон
- Баскетбол
- Бокс
- Велоспорт
- Водные виды спорта
- Волейбол
- Лёгкая атлетика
- Настольный теннис
- Парусный спорт
- Стрельба
- Теннис
- Тяжёлая атлетика
- Футбол

## Итоги Игр
| Место | Страна              | Золото | Серебро | Бронза | Всего |
| ----- | ------------------- | ------ | ------- | ------ | ----- |
| 1     | Бирма               | 35     | 26      | 43     | 104   |
| 2     | Таиланд             | 21     | 18      | 22     | 61    |
| 3     | Малайская Федерация | 16     | 24      | 39     | 79    |
| 4     | Южный Вьетнам       | 9      | 5       | 8      | 22    |
| 5     | Сингапур            | 4      | 13      | 11     | 28    |
| 6     | Камбоджа            | 1      | 6       | 4      | 11    |
| 7     | Лаос                | 0      | 0       | 8      | 8     |